# Nattefrost
Nattefrost è il nome di un progetto musicale attivo dal 2003 e portato avanti dal cantante e musicista black metal norvegese Roger Rasmussen,  leader del gruppo Carpathian Forest oltre che one man band, noto anche come "Hellcommander" Nattefrost.

## Storia di Nattefrost
Nattefrost nacque nel 2003 come progetto solista del cantante dei Carpathian Forest noto con lo pseudonimo di "Hellcommander" Nattefrost.
Fin dal primo disco uscito nel 2004 ed intitolato Blood & Vomit (Season of Mist) Nattefrost prosegue la linea tipica del black metal di ispirazione satanista con titoli come Satanic Victory, Sluts of Hell e Mass Destruction e sonorità veloci e caustiche, spesso ispirate al punk metal, e sempre prive di compromessi sia nelle liriche che nella rabbia sonora.

## Discografia
Album in studio
- 2004 - Blood & Vomit
- 2005 - Terrorist (Nekronaut Pt. I)

Live
- 2006 - Drunk and Pisseskev at Ringnes 2004

Raccolte
- 2008 - Hell Noise and Live Terrorism

Split
- 2009 - Engangsgrill (con Fenriz)